# 積極不干預
積極不干預政策或積極不干預主義（英文：positive non-interventionism）是香港前財政司夏鼎基於1980年提出的術語，用以概括香港政府當時「小政府、大市場」的經濟政策。

## 術語的提出
1960年代，香港財政司郭伯偉提出不干預構想，採取自由放任政策。1970年代中，開始轉向積極不干預的政策。1979年9月 ，夏鼎基在題為《過渡中的香港經濟》的演講中提到干預主義和調節機制。1980年12月，夏鼎基在向香港工業總會發表演說中，清楚地闡述了什麼是積極不干預政策，他特別強調「積極」二字：
|  | 但當我提到政府的經濟政策時，我是用『積極』來形容『不干預』的。也許我以往未曾清楚說明所謂『積極』的涵義。這其實是指：當政府遇到要求作出干預的建議時，不會純粹因為其性質而慣性認為建議不正確。剛好相反。一般而言，政府會因應當前和將來可能會出現的形勢，權衡輕重，仔細考慮支持和反對採取干預行動的理據——在經濟的任何環節以及在需求或供應方面。然後，政府才作出積極的決定，研判利害所在。」 |

## 各界對「積極不干預」的理解
有學者認為，積極不干預應理解作「積極性」的不干預。積極不干預意味基本上是要干預的；若不干預，必須要有正面而積極性的效果。並指出，「港英年代的經濟哲學一向是最大的支持，最小的干預。（maximum support，minimum intervention）」

## 評價與質疑
積極不干預政策被一些學者視為「香港奇蹟」（經濟發達）發生的重要因素。另一些學者認為，積極不干預政策使勞工法例保持寬鬆，是香港政府縱容資本家剝削工人的政策。
另一些學者則認為，積極不干預主義已經消亡（甚至認為過去三十年並沒有實施過嚴格的積極干預主義），稱香港現在的經濟政策是選擇性干預主義（selective interventionism），當中例子包括：
- 1970年代的十年建屋計劃、興建地鐵
- 1983年實施聯繫匯率，將港元與美元掛鉤
- 1987年股災時聯交所停市4天
- 1998年亞洲金融危機中，香港政府入市干預，動用近1200億港元的外匯儲備，分別出擊外匯、股票和期貨市場，打擊國際炒家
- 董建華擔任特首時期，投資數碼港和香港迪士尼樂園。

1999年9月，當時的政務司司長陳方安生曾經為投資数码港辯護，稱数码港是政府的例外處理，而積極不干預則是「經過深思熟慮的」干預。
2000年6月29日，時任行政長官董建華同樣稱當年八萬五房屋政策「不說便不存在」，引起政界人士譁然。
2002年6月，唐英年曾批評過殖民地政府標榜的「積極不干預」政策是「騙人」的，他認為抽稅、築路、興建公營房屋、工業邨等，均是干預，是任何政府都會做的；最重要是如何以公開、公正的政策改善營商環境。
2006年9月11日，香港行政長官曾蔭權明確表示，特區政府並不奉行積極不干預政策，並指這是「很久以前」的事。
2006年10月6日，一直視香港為「自由經濟的最後堡壘」的美國經濟學家米爾頓·佛利民，在《華爾街日報》發表〈香港錯了〉（Hong Kong Wrong）一文，抨擊香港政府令「積極不干預」制度夭折，是香港的「悲哀」，令香港「不再是自由經濟的閃亮象徵」。
2007年9月7日，香港特區政府以平均價$155.4港元增持港交所股份，令其持股量增至5.88%，財政司司長曾俊華表示，港府增持港交所，顯示對港交所的支持，有助香港鞏固國際金融中心的地位。
2009年，香港政府計劃增加免費電視牌照，造成香港免費電視牌照爭議，與政府一向對香港免費電視行業的意見和取態背道而馳。

### 涉及政府參與的交易
近年，中國大陸的國家單位部門和國企涉及在香港市場大手買賣股票、房地產等各種商業行為，雖然原因不明且有相關爭議，但港府向中聯辦等部門提供免稅特權。

### 书籍
- 鄧樹雄 《香港公共財政史》
- 曾澍基 《香港經濟：雙語導讀》2002年7月21日
- 吴仲贤 《香港经济发展的批判理论》
- 沈聯濤 《自由市場與産權基礎設施：香港的經驗》 2005年7月30日

### 报刊文章
- 曾澍基 《遲來的訃聞 ─「積極不干預主義」巳死》，明報，1992年2月14日
- 劉迺強 《港府連「積極不干預」都不及格》，香港信報，2006年2月14日
- 劉迺強 《實踐真正的「經濟一國」》，香港信報，2006年3月14日

### 引用
1. ↑  任志剛：〈政府並沒有乖離積極不干預政策 （页面存档备份，存于）〉，載香港《信報財經新聞》，1998年8月24日。
2. ↑  陳坤耀：〈積極不干預政策被誤解多年 （页面存档备份，存于）〉
3. ↑  〈數碼港計劃京官潑冷水　陳太反駁應觀察最終效益再評論〉，載《香港經濟日報》A22版，1999年9月30日。
4. ↑  〈積極不干預變成干預有理？〉，香港《蘋果日報·蘋論》，1999年9月30日。
5. ↑  〈特首棄積極不干預 （页面存档备份，存于）〉，載香港《明報》，2006年9月12日。
6. ↑  〈唐英年明貶「積極不干預」主張公開公正改善本港營商環境〉，載香港《大公報》，2002年6月30日。
7. ↑  〈特区政府在经济中的角色 的存檔，存档日期2005-03-13.〉，載《香港商報》，2003年8月13日。
8. ↑  〈Hong Kong Wrong 中文版 （页面存档备份，存于）〉，載香港《蘋果日報》蘋果批，2006年10月21日。
9. ↑  〈佛利民：香港錯了 經濟學泰斗 哀悼「積極不干預」 的存檔，存档日期2007-03-20.〉，載香港《明報》，2006年10月7日。
10. ↑  【加辣之後】中聯辦9伙沙田第一城仍蝕近70萬[]，中聯辦1.2億掃泓都14伙慳稅3645萬- 20170120 - 報章內容地產- 明報 （页面存档备份，存于），中聯辦向河北首富購泓都14伙 （页面存档备份，存于），本土研究社揭內地新移民轉讓公司股權炒樓避辣招慳稅過千萬元 （页面存档备份，存于） - 香港01
11. ↑  .   [2018-09-16]. （原始内容存档于2020-06-23）.
12. ↑  .   [2018-09-16]. （原始内容存档于2018-09-16）.